# Liste der Monuments historiques in Marcq (Yvelines)
Die Liste der Monuments historiques in Marcq (Yvelines) führt die Monuments historiques in der französischen Gemeinde Marcq auf.

## Liste der Bauwerke
| Bezeichnung    | Beschreibung | Standort | Kennzeichnung | Schutzstatus | Datum | Bild |
| -------------- | ------------ | -------- | ------------- | ------------ | ----- | ---- |
| Kirche St-Remy |              | (Lage)   | PA00087520    | Inscrit      | 1965  |      |

## Liste der Objekte
- Monuments historiques (Objekte) in Marcq (Yvelines) in der Base Palissy des französischen Kultusministeriums